# Wasichu
Als Wasichu (deutsch: „nimmt das Fett“) bezeichnen Lakota und Dakota Menschen europäischer Abstammung.

## Beschreibung
Der Begriff Wasichu, auch Wasi'chu oder Wašíču, bringt zum Ausdruck, wie die ortsansässige indianische Bevölkerung das Verhältnis der Europäer zur Natur, zu Grund und Boden und ihnen gegenüber einschätzt.
Die ersten Europäer, die den Lakota begegneten, nannten diesen Stamm Sioux – eine Zusammenziehung des archaischen frankokanadischen Wortes Nadowessioux mit der Bedeutung Schlange oder Feind. Die Lakota benutzten dann ihrerseits diese Metapher, um damit wiederum die Neuankömmlinge zu kennzeichnen.
Wasichu steht für gierige Menschen. Typischerweise sind Weiße hiermit gemeint, obwohl der Begriff eigentlich weder Hautfarbe noch Rasse spezifiziert.
Schwarzer Wasichu wurde für Menschen afrikanischer Abstammung (Afroamerikaner) verwendet. Selbst Indianer, die eine fremde Lebensweise annahmen, konnten zu Wasichus werden.

## Etymologie
Die etymologische Herkunft des Wortes Wasichu ist nicht bekannt, einige Stämme der nördlichen Prärien bezeichneten Europäer mit ganz ähnlichen Worten. Bei den Hidatsa beispielsweise lautet das Wort für Weiße maší, das eindeutig mit wašíču verwandt ist, da das «m» in der Sprache der Hidatsa mit dem «w» bei den Lakota gleichzusetzen ist. Dies deutet möglicherweise darauf hin, dass die Lakota wašíču  einer anderen Sprache entlehnt hatten. Möglicherweise stammt das Wort auch von wašíŋ ičú - das, wie bereits erwähnt, jemanden umschreibt, der Fett nimmt und kollektiv auf Nicht-Indianer übertragen wurde, die den Stämmen ihre Ressourcen abjagten.
Unter den Dakota wird mit dem Begriff wašíču auch die Englische Sprache verstanden. Bei den Lakota heißt Englisch Wašíču iyápi.